# 關公蟹總科
關公蟹總科（Dorippoidea）是短尾下目下的一個總科。 其最早的化石記錄可追溯到晚白堊紀。